# Paul Newman
Paul Leonard Newman, ameriški filmski igralec, režiser, podjetnik in človekoljub, * 26. januar 1925, Cleveland, Ohio, ZDA, † 26. september 2008, Westport, Connecticut, ZDA.
Newman je prejel več nagrad, med njimi leta 1986 Oskarja za najboljšo moško vlogo v filmu Barva denarja (The Color of Money). Bil je velik navdušenec nad motošportom, kjer je večkrat zmagal kot voznik na nacionalnih tekmovanjih Kluba športnih avtomobilov ZDA (SCCA).